# The Front Page (1931)
The Front Page (Brasil: Última Hora) é um filme norte-americano de 1931, do gênero comédia, dirigido por Lewis Milestone  e estrelado por Adolphe Menjou e Pat O'Brien.

## Produção
The Front Page, com seus diálogos rápidos e inteligente, muitas vezes cruzados, deu origem às chamadas screwball comedies (comédias malucas, no Brasil), que se tornaram muito populares na década de 1930. O filme também iniciou a moda de fazer a ação transcorrer nas redações de jornais, ainda que, no seu caso, o cenário seja principalmente a sala de imprensa de um tribunal.
Esta sátira à corrupção política e à ética jornalística é a primeira de três adaptações para o cinema da aclamada peça de Ben Hecht e Charles MacArthur, grande sucesso em 1928. Em 1939, Howard Hawks dirigiu His Girl Friday e Billy Wilder rodou sua adaptação, a mais fraca, em 1974. His Girl Friday, a versão mais famosa, tem a particularidade de ter mudado o sexo do personagem Hildy Johnson, com grande efeito. A peça também já foi levada à televisão em três oportunidades: 1945, 1948 e 1970.
O elenco é muito elogiado e foi escolhido a dedo pelo produtor Howard Hughes entre os contratados da Warner Bros.. Adolphe Menjou ficou com o papel destinado a Louis Wolheim, que faleceu antes do início das filmagens, e abocanhou uma indicação ao Oscar. A produção recebeu outras duas, inclusive a de Melhor Filme.
Segundo Ken Wlaschin, The Front Page é um dos onze melhores filmes de Menjou. Já Mary Brian teria afirmado que este é o filme favorito de Mae Clarke.

## Sinopse
O repórter Hildy Johnson vai abandonar a carreira para casar, mas, a pedido do editor Walter Burns, concorda com uma última reportagem: cobrir a execução do anarquista Earl Williams. Williams consegue fugir e Hildy esconde-o na sala de imprensa, para onde vai Burns, que sente cheiro de escândalo no ar. Eles querem uma entrevista exclusiva com o condenado e, com isso, Hildy não consegue ir ao encontro da noiva. Novos personagens complicam a trama, inclusive o xerife e o prefeito, que mentem e se deixam corromper, de olho nas eleições.

## Premiações
| Prêmio | Categoria                                                | Situação                                                                            |
| ------ | -------------------------------------------------------- | ----------------------------------------------------------------------------------- |
| Oscar  | Melhor Filme Melhor Diretor Melhor Ator (Adolphe Menjou) | Indicado[carece de fontes?] Indicado[carece de fontes?] Indicado[carece de fontes?] |

- National Board of Review : Top Ten Films of 1931[carece de fontes?]
- Film Daily : Ten Best Films of 1931[carece de fontes?]

## Elenco
| Ator/Atriz            | Personagem     |
| --------------------- | -------------- |
| Adolphe Menjou        | Walter Burns   |
| Pat O'Brien           | Hildy Johnson  |
| Mary Brian            | Peggy Grant    |
| Edward Everett Horton | Bensinger      |
| Walter Catlett        | Murphy         |
| George E. Stone       | Earl Williams  |
| Mae Clarke            | Molly          |
| Slim Summerville      | Pincus         |
| Matt Moore            | Kruger         |
| Frank McHugh          | McCue          |
| Clarence Wilson       | Xerife Hartman |
| Fred Howard           | Schwartz       |
| Phil Tead             | Wilson         |
| Eugene Scott          | Endicott       |
| Spencer Charters      | Woodenshoes    |